# Powązki (powiat warszawski zachodni)
Powązki – wieś w Polsce położona w województwie mazowieckim, w powiecie warszawskim zachodnim, w gminie Leszno. Ma status sołectwa.
W skład sołectwa Powązki wchodzi także wieś Szymanówek.
| SIMC    | Nazwa     | Rodzaj    |
| ------- | --------- | --------- |
| 1058906 | Brzezinki | część wsi |

Wieś szlachecka położona była w drugiej połowie XVI wieku w powiecie sochaczewskim ziemi sochaczewskiej województwa rawskiego. W latach 1975–1998 miejscowość należała administracyjnie do województwa warszawskiego.

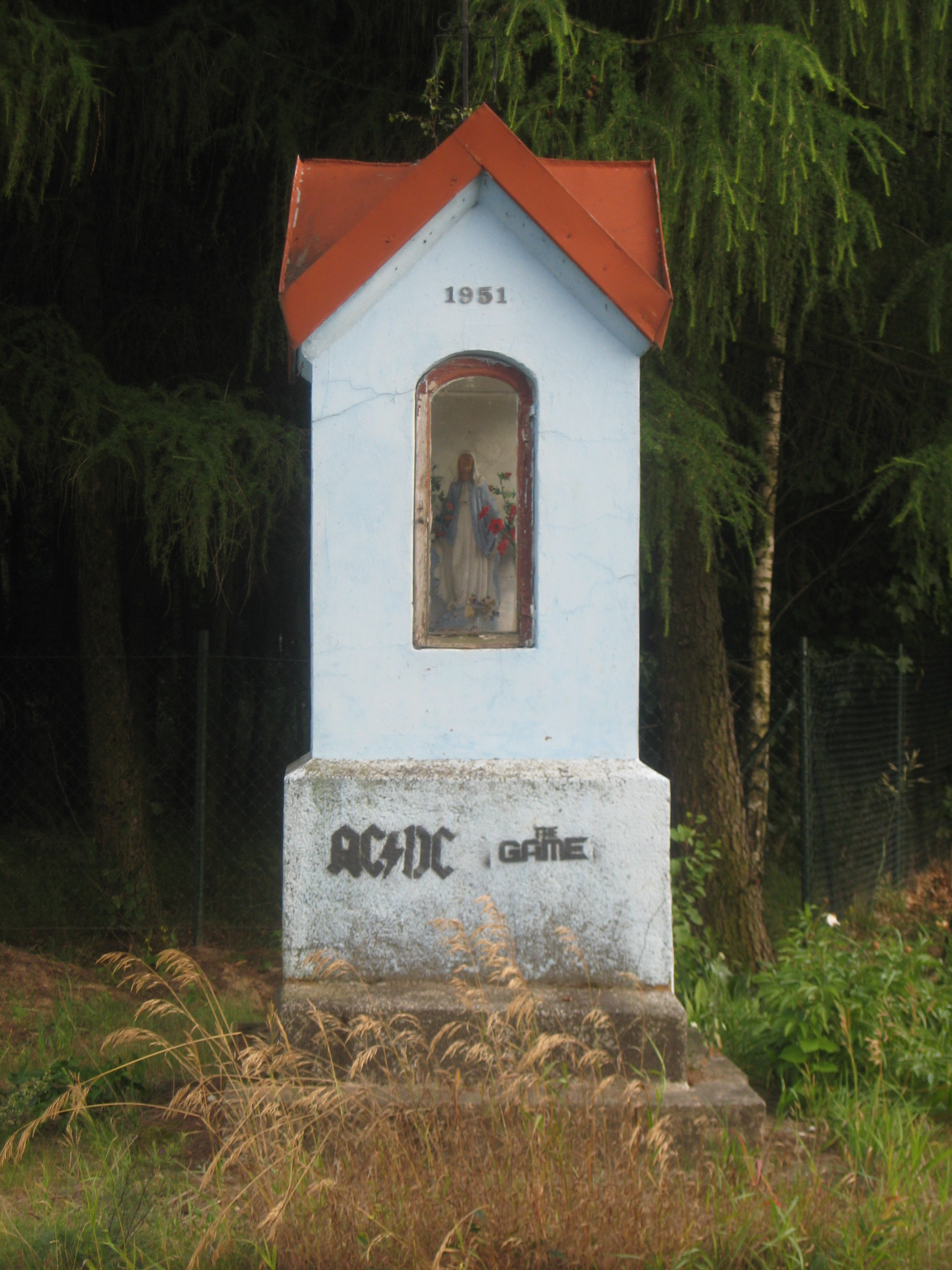
Kapliczka w Powązkach